# Aporobopyrus galleonus
Aporobopyrus galleonus is een pissebed uit de familie Bopyridae. De wetenschappelijke naam van de soort is voor het eerst geldig gepubliceerd in 2010 door Williams & Madad.